# Жерніки-Колонія
Жерніки-Колонія (пол. Kolonia Żerniki; укр. Жерники-Колонія) — частина села Жерники у Польщі, в Люблінському воєводстві Томашовського повіту, ґміни Ульгувек.